# Сарыева, Гульджан
Гульджан Сарыева (1920, Атаяб — после 1960, Атаяб)  — советский туркменский хлопковод, Герой Социалистического Труда (1950).

## Биография
Родилась в 1920 году в селении Атаяб, Ташаузская область.
С 1935 года — на хозяйственной, общественной и политической работе. В 1935—1960 годы — колхозница, звеньевая колхоза имени Тельмана Ленинского района Ташаузской области Туркменской ССР.
Указом Президиума Верховного Совета СССР от 21 июля 1950 года за получение высоких урожаев хлопка на поливных землях в 1949 году присвоено звание Героя Социалистического Труда с вручением ордена Ленина и золотой медали «Серп и Молот».
Умерла в селении Атаяб после 1960 года.